# 阿部定吉
阿部 定吉（あべ さだよし）は、戦国時代の武将。松平氏の家臣。

## 生涯
永正2年（1505年）、阿部定時の子として誕生。
天文4年（1535年）、主君・松平清康が尾張国那古野城主・織田信秀と対決すべく尾張への侵攻を開始したとき、突如として陣中に定吉謀反の噂が流れた。
清康は親族重臣を信頼していなかったらしくこの噂を信じ始めた。一方、定吉は覚悟を決め、子・正豊を呼んで「もし自分が討たれるようなことがあったら、無罪を証明してほしい」と書状を託した。
その数日後、尾張侵攻に清康の馬が本陣で暴れ出した騒ぎがあり、これを契機に正豊は清康を殺害。正豊自身も植村氏明に咎められ殺された（森山崩れ）。
定吉も自害しようとしたが、清康の嫡男・松平広忠はこれを処断せず家臣としている。
清康の死による安祥松平家の混乱に乗じて、清康の叔父で桜井松平家当主・松平信定が、清康の弟・信孝まで抱き込み、岡崎城を占拠。信定から命を狙われる危険があった広忠を匿い、吉良持広を頼って伊勢国まで逃れた。ただし、吉良持広と広忠が匿ったとする説を否定する見解もあり、これを受けて茶園紘己は定吉の側室が星合氏とする『寛政重修諸家譜』の記事が事実とすれば側室の縁を頼ったのではないか、と推測している。一方、村岡幹生は実は定吉謀反が清康殺害の真相であり、定吉が主君・清康を殺害して跡継ぎある広忠を奪って逃亡したため、信定や信孝が事態を収拾するために岡崎城に入ったとしている。その後、広忠を当主にするために今川氏の支援を受けた定吉に有利な形での和睦が成立したものの、定吉と信孝の間には確執が残ったとする（信定は程なく死去）。
新たな支援先として駿河国の今川義元を頼って、その兵を借り受ける事に成功。清康の弟2人・信孝、康孝らの他に大久保忠俊からも協力を得て、天文6年（1537年）岡崎城復帰を果たした。
その後、広忠の後見として、康孝の遺領を知行した信孝を排除すべく広忠に迫り、信孝が駿河の今川義元の許に出向いていた隙に信孝の三木城を攻め落として追放した。茶園紘己は天文12年（1543年）まで信孝が松平氏の「名代」であったことが確認できるとした上で、信孝と定吉ら重臣層との間に対立があり、広忠の同意を得て排除したとしている。宗牧の『東国紀行』には、朝廷から広忠への女房奉書を託された宗牧が広忠に拝謁する前に定吉と面会したことが記されている。
天文18年（1549年）に死去したとされるが、事実ではない。同年に主君・広忠が死去した後も今川氏の人質として駿府にいた当主の竹千代（後の徳川家康）の代わりに岡崎城にて今川氏の監督を受けながら広忠の伯母にあたる随念院や石川忠成・酒井忠次らと共に岡崎城にて政務を行っており、竹千代が元服するまでは松平氏の筆頭重臣であったことが確認できる。定吉（大蔵）発給文書は天文22年（1553年）まで確認でき、その後も弘治2年（1556年）に今川義元から所領を与えられているため、死去は同年以降のことになる。
嫡子を守山崩れで失ったことから後継を設けず、これにより定吉の血統は絶えた。
ただし、定吉側室星合氏が定吉の子を身ごもったまま、定吉死後に井上氏のところへ嫁ぎ、生まれた子が井上清秀であるといわれる。また、同族の阿部正勝の血統が台頭し、正勝の孫・重次は、江戸幕府3代将軍・徳川家光の時代に老中に就任するなど、躍進を遂げている。

## 登場作品
- 竹千代と母（1970年、演：久松保夫）
- 徳川家康（1965年、演：加賀邦男）